# Lothar Noack (Germanist)
Lothar Noack (* 1950 in Görlitz) ist ein deutscher Germanist und Historiker.

## Leben und Wirken
Lothar Noack studierte Germanistik und promovierte 1983 in Leipzig.
Seit Mitte der 1990er-Jahre war er im Rahmen des Projekts zur Literatur- und Wissenschaftsgeschichte der Mark Brandenburg an der Universität Potsdam an der Herausgabe von mehreren Biographienbänden über Gelehrte der Frühen Neuzeit beteiligt.

## Publikationen (Auswahl)

### Bio-Bibliographien
Lothar Noack veröffentlichte mit Jürgen Splett vier Bände mit Bio-Bibliographien brandenburgischer Gelehrter der Frühen Neuzeit, die die wichtigsten Nachschlagewerke zu diesem Personenkreis sind.
- Bio-Bibliographien. Brandenburgische Gelehrte der Frühen Neuzeit. Berlin-Cölln 1640–1688. Akademie Verlag Berlin 1997
- Bio-Bibliographien. Brandenburgische Gelehrte der Frühen Neuzeit. Berlin-Cölln 1688–1713. Akademie Verlag, Berlin 2000
- Bio-Bibliographien. Brandenburgische Gelehrte der Frühen Neuzeit. Mark Brandenburg 1640–1713. Akademie-Verlag, Berlin 2001

- Bio-Bibliographien. Brandenburgische Gelehrte der Frühen Neuzeit. Mark Brandenburg mit Berlin-Cölln 1506–1640. Akademie-Verlag, Berlin 2009[3]

### Weitere Publikationen
- Johann Eberlin von Günzburg (um 1460–1533) und seine Flugschriften in der deutschsprachigen Flugschriftenliteratur der Jahre 1520–1524. Dissertation Leipzig 1983

- Christian Hoffmann von Hoffmannswaldau (1616–1679). Leben und Werk. De Gruyter, Berlin/Boston, 1999 (eingeschränkte Vorschau in der Google-Buchsuche).